# Bryan Coquard
Bryan Coquard (født 25. april 1992) er en fransk bane- og landevejscykelrytter, der er på kontrakt hos Cofidis.
Han vandt en sølvmedalje ved sommer-OL 2012 i Omnium.

## Resultater

### Tidslinje over Grand Tour generel klassification
| Grand Tour      | 2014 | 2015 | 2016 | 2017 |
| --------------- | ---- | ---- | ---- | ---- |
| Giro d'Italia   | —    | —    | —    | —    |
| Tour de France  | 104  | 110  | 113  |      |
| Vuelta a España | —    | —    | —    |      |

| —   | Deltog ikke      |
| DNF | Gennemførte ikke |